# Facivermis
Facivermis — викопний рід лобопод, що існував у кембрійському періоді (520 млн років тому). Рештки тварини знайдені у маотяньшаньських сланцях в Китаї.

## Класифікація
Спочатку Facivermis був віднесений палеонтологами до багатощетинкових червів. Спорідненість із зовні схожими ракоподібними пентастомами було визнано вкрай малоймовірним. Зараз передбачається, що Facivermis належить до лобоподі. Зокрема, Лю з співавторами (Liu et al.) порівняли Facivermis з лобоподою Miraluolishania. Також Liu et al. звернули увагу на схожість грушоподібної частини тіла Facivermis з хоботом приапулід, якщо її інтерпретувати як передню, а не задню частину тварини. У 2020 році були знайдені нові зразки із збереженою трубкою, що свідчить про те, що це не приапуліда, а лобопода з родини Luolishaniidae.

## Опис
Тіло червоподібної форми, завдовжки до 90 мм. Тіло можна умовно розділити на три частини. Перша частина несла п'ять пар однакових за розміром придатків з двома сітчастими рядами по краях. Середня частина в п'ять разів довша від передньої і задньої, витягнута. Задній відділ мав грушоподібну форму і мав три ряди гачків, що оточують задній прохід.

## Спосіб життя
Ймовірно, Facivermis був хижаком, який заривався в ґрунт і закріплювався за допомогою грушоподібного заднього кінця, після чого використовував свої передні відростки, щоб зловити здобич. У травній системі одного з зразків були знайдені залишки брадоріїд.